# Dânia Neto
Dânia de Carvalho Neto (23 de Março de 1983) é uma atriz e modelo portuguesa.
Iniciou a sua vida profissional na moda e fez vários trabalhos de publicidade, tendo ao longo dos anos dado o rosto por várias campanhas publicitárias, mas popularizou-se com os seus trabalhos de televisão, tendo participado em várias telenovelas, séries e filmes tal como a mais recente (Golpe de Sorte) na SIC com a personagem Silvia/Miriam.

## Televisão
| Ano         | Projeto                             | Papel                                  | Notas                                                                   | Canal |
| ----------- | ----------------------------------- | -------------------------------------- | ----------------------------------------------------------------------- | ----- |
| 2004 - 2005 | Maré Alta                           | Passageira                             | Participação Especial                                                   | SIC   |
| 2005 - 2006 | Morangos com Açúcar (2.ª temporada) | Maria Vicente                          | Elenco Principal                                                        | TVI   |
| 2005 - 2006 | Morangos com Açúcar (3.ª temporada) | Maria Vicente                          | Elenco Principal                                                        | TVI   |
| 2005 - 2006 | Mundo Meu                           | Laura Antunes                          | Elenco Principal                                                        | TVI   |
| 2006 - 2007 | Tempo de Viver                      | Daniela Monteiro e Castro              | Elenco Principal                                                        | TVI   |
| 2008        | Olhos nos Olhos                     | Amante de Vítor                        | Elenco Adicional                                                        | TVI   |
| 2008        | Casos da Vida                       | Carla Gomes                            | Protagonista                                                            | TVI   |
| 2008        | Camilo em Sarilhos                  | Mónica                                 | Elenco Principal                                                        | SIC   |
| 2008        | Camilo em Sarilhos                  | Valerinha                              | Elenco Principal                                                        | SIC   |
| 2008        | Floribella                          | Nádia                                  | Participação Especial                                                   | SIC   |
| 2008 - 2009 | Vila Faia                           | Laura Afonso                           | Elenco Principal                                                        | RTP1  |
| 2009        | Um Lugar para Viver                 | Carmen                                 | Participação Especial                                                   | RTP1  |
| 2010 - 2011 | Laços de Sangue                     | Marisa Pereira                         | Elenco Principal                                                        | SIC   |
| 2011 - 2012 | Lua Vermelha                        | Eva                                    | Participação Especial                                                   | SIC   |
| 2011 - 2012 | Rosa Fogo                           | Glória Rufino                          | Elenco Principal                                                        | SIC   |
| 2012        | Maternidade                         | Marisa                                 | Elenco Adicional                                                        | RTP1  |
| 2013        | Sinais de Vida                      | Dr.ª Margarida Nogueira                | Elenco Principal                                                        | RTP1  |
| 2013        | Hotel Cinco Estrelas                | Joana                                  | Protagonista                                                            | RTP1  |
| 2013        | Bem-Vindos a Beirais                | Vera                                   | Elenco Adicional                                                        | RTP1  |
| 2013 - 2014 | Sol de Inverno                      | Benedita Lage                          | Elenco Principal                                                        | SIC   |
| 2014        | Vale Tudo (2.ª temporada)           | Ela Própria                            | Elenco Fixo                                                             | SIC   |
| 2015 - 2016 | Poderosas                           | Bruna Filipa Rocha de Mamede           | Elenco Principal                                                        | SIC   |
| 2016        | Mulheres Assim                      | Mariana                                | Elenco Principal                                                        | RTP1  |
| 2016 - 2017 | Amor Maior                          | Liliana Faria                          | Elenco Principal                                                        | SIC   |
| 2017        | Vale Tudo (3.ª temporada)           | Ela Própria                            | Elenco Fixo                                                             | SIC   |
| 2018        | Excursões Air Lino                  | Anita                                  | Protagonista                                                            | RTP1  |
| 2018 - 2019 | Alma e Coração                      | Francisca Frois                        | Co-Antagonista                                                          | SIC   |
| 2019        | Golpe de Sorte                      | Sílvia Mira                            | Antagonista                                                             | SIC   |
| 2019        | Golpe de Sorte                      | Miriam Barbosa Sousa Vale (nome falso) | Antagonista                                                             | SIC   |
| 2019        | Golpe de Sorte                      | Madre Dolores (nome falso)             | Antagonista                                                             | SIC   |
| 2019        | Golpe de Sorte: Um Conto de Natal   | Sílvia Mira                            | Protagonista; Telefilme                                                 | SIC   |
| 2020 - 2021 | Terra Brava                         | Cândida «Candy» Santinho               | Elenco Principal                                                        | SIC   |
| 2020 - 2021 | Golpe de Sorte IV                   | Sílvia Mira                            | Protagonista                                                            | SIC   |
| 2020 - 2021 | Golpe de Sorte IV                   | Andreia Mira                           | Antagonista                                                             | SIC   |
| 2021        | Estamos em Casa                     | Ela própria                            | Apresentadora, ao lado de Maria João Abreu, José Raposo e Jorge Corrula | SIC   |
| 2021 - 2022 | A Serra                             | Paula Neto                             | Elenco Principal                                                        | SIC   |
| 2022 - 2023 | Por Ti                              | Armanda Silva                          | Elenco Principal                                                        | SIC   |
| 2023 - 2024 | Flor Sem Tempo                      | Mariana Campos                         | Co-Antagonista                                                          | SIC   |
| 2025 - 2026 | A Herança                           | Inês Cardoso                           | Elenco Principal                                                        | SIC   |

## Cinema
| Ano  | Fiome                | Personagem | Realizador                                                               |
| ---- | -------------------- | ---------- | ------------------------------------------------------------------------ |
| 2009 | Ligação Interrompida |            | Frederico Weinholtz                                                      |
| 2013 | Bairro               | Almerinda  | Jorge Cardoso, Lourenço de Mello, José Manuel Fernandes e Ricardo Inácio |
| 2015 | O Pátio das Cantigas | Rosa       | Leonel Vieira                                                            |
| 2015 | O Leão da Estrela    | Rosa       | Leonel Vieira                                                            |
| 2017 | Perdidos             | Ana        | Sérgio Graciano                                                          |
| 2017 | Alguém Como Eu       |            | Leonel Vieira                                                            |
| 2018 | Linhas de Sangue     | Lassalette | Manuel Pureza e Sérgio Graciano                                          |

## Vida pessoal
A 13 de abril de 2024, casou com o médico dentista Luís Matos Cunha, com quem tem dois filhos: Salvador, nascido a 6 de dezembro de 2018 (6 anos) e António Maria, nascido a 14 de setembro de 2023 (1 anos).